# 天野久吉
天野久吉（1877年1月30日—1936年7月30日），日本廚師，為臺灣臺南市鶯料理的創辦人。他在日治時期的臺灣據說有「臺灣第一刀」的美譽，並曾為來臺的日本皇族供餐。此外他也跟永野鶴太郎一起被譽為是「南臺灣的兩把刀」。

## 生平
天野久吉於明治十年（1873年）1月30日出生於日本神戶西柳原町，父母經營一間名叫「青辰」的壽司店，他本人也在店裡當過廚師。後來據說北白川宮能久親王聽聞天野久吉的廚藝不錯，在率領近衛師團攻臺時也將他帶來臺灣。之後明治廿九年（1896年）天野久吉返回日本，直到明治卅三年（1900年）才再次前往臺灣，於臺南住下。
天野久吉到臺南發展後，進入一間名叫「吐月」的日本料理店擔任主廚（板前）。而後「吐月」被經營橘料理的龍見龜藏給買下，將兩間餐廳整合為「鶯遷閣」，天野久吉則繼續擔任主廚。明治卅八年（1905年）10月14日，他與山本菊屋成婚。

### 創辦鶯料理
明治四十四年（1911年），天野久吉離開鶯遷閣返回日本，次年再度來臺。重回臺南後，他於大正元年（1912年）11月15日於臺南測候所旁開設鶯料理。店名由來是為了感念龍見龜藏的賞識，而從「鶯遷閣」中取一字。而在開業6、7年後，鶯料理的名氣已相當響亮，在報紙可見不少廣告與報導。當時天野久吉與「一筆料亭」的永野鶴太郎，被譽為是「南臺灣的兩把刀」。大正十三年（1924年），天野久吉將鶯料理改建，擴大規模。而由於鶯料理接近臺南州廳，逐漸成為政商名流宴會場所，而有「臺南地下決策中心」的別稱。
天野久吉對於餐廳經營相當精明，嚴格控管每天採買的金額。不過他同時對於食材相當講究，只買新鮮上等的食材。此外他做菜親力親為，即使是醃製小菜也是由他親自切片擺盤。另外天野久吉也是相當愛國的人，據《臺灣日日新報》的報導他在昭和九年（1934年）參加抽獎活動中了大獎50圓，於2月8日到臺南市役所兵事係將獎金全數捐作國防費。天野久吉在這之外還有從昭和六年到九年（1931年-1934年）共捐了2萬630日圓給日本陸軍省，日後得到「勳八等」的榮譽。

### 晚年
天野久吉晚年將鶯料理交給長子天野彥一郎繼承，經常往返臺南及故鄉神戶，並以神戶出租房屋的所得四處遊玩。但後來天野久吉確認罹患胃癌，回到日本神戶接受治療。此時期長子彥一郎從軍，原本就讀明治大學的次子久夫受命休學暫時掌管鶯料理。
昭和十一年（1936年）7月底，醫院方面發出病危通知。但天野久吉於該年7月28日仍要妻子發緊急電報給在臺南的次子，要天野久夫將1萬5千日圓捐給政府。天野久吉接到電報後，在7月29日就前往臺南州廳將錢交給州知事藤田治郎，託他將錢轉交給臺灣軍司令部（1萬圓）及臺南神社（5千圓，捐獻石燈籠）。而就在隔天，天野久吉便在神戶因胃癌病逝。

### 逝世後
昭和十一年（1936年）8月7日，遺孀天野菊屋搭乘蓬萊丸將天野久吉的骨灰帶回臺灣，並在8月11日於臺南葬儀堂舉行告別式。而在告別式的前一天（8月10日），天野菊屋前往臺南憲兵分隊、臺南警察署，表示將捐出4千圓給開山神社、陸軍墓地、鄉軍臺南分會、三光會。之後日本天皇曾賜與銀盃與「御沙汰書」，但據說天野菊屋認為天皇賜盃過於貴重而婉拒，故天野家後代並未見到此銀盃。

## 家族
天野久吉的妻子是天野菊屋（舊姓山本），生有兩個兒子，分別是天野彥一郎（1911年出生）、天野久夫（1917年出生），此外還有一個養女天野幸惠（1928年領養，舊姓小川）。
天野彥一郎在第二次世界大戰中受徵召從軍，其事蹟曾被報紙報導並刊載其書信的一部份，被稱為「風流勇士」。退伍後接手鶯料理。其妻子寺田文子為鶯料理的女員工。然而二次大戰後在臺日人被遣返，天野家的料理事業不曾再起。據天野朝夫表示天野彥一郎此後到逝世都一直是鬱鬱寡歡。
天野久夫曾任職於日本海外拓殖株式會社，其妻子住吉幸子是首任臺南市消防組組長住吉秀松之女。兩人生有兩子，長男天野晴夫（早夭），次男天野朝夫（1946年出生）。天野朝夫與佐佐木千里結婚，生有兩子，住在大阪府高槻市，曾任職於日本生命保險相互會社。

## 紀念碑及銅像

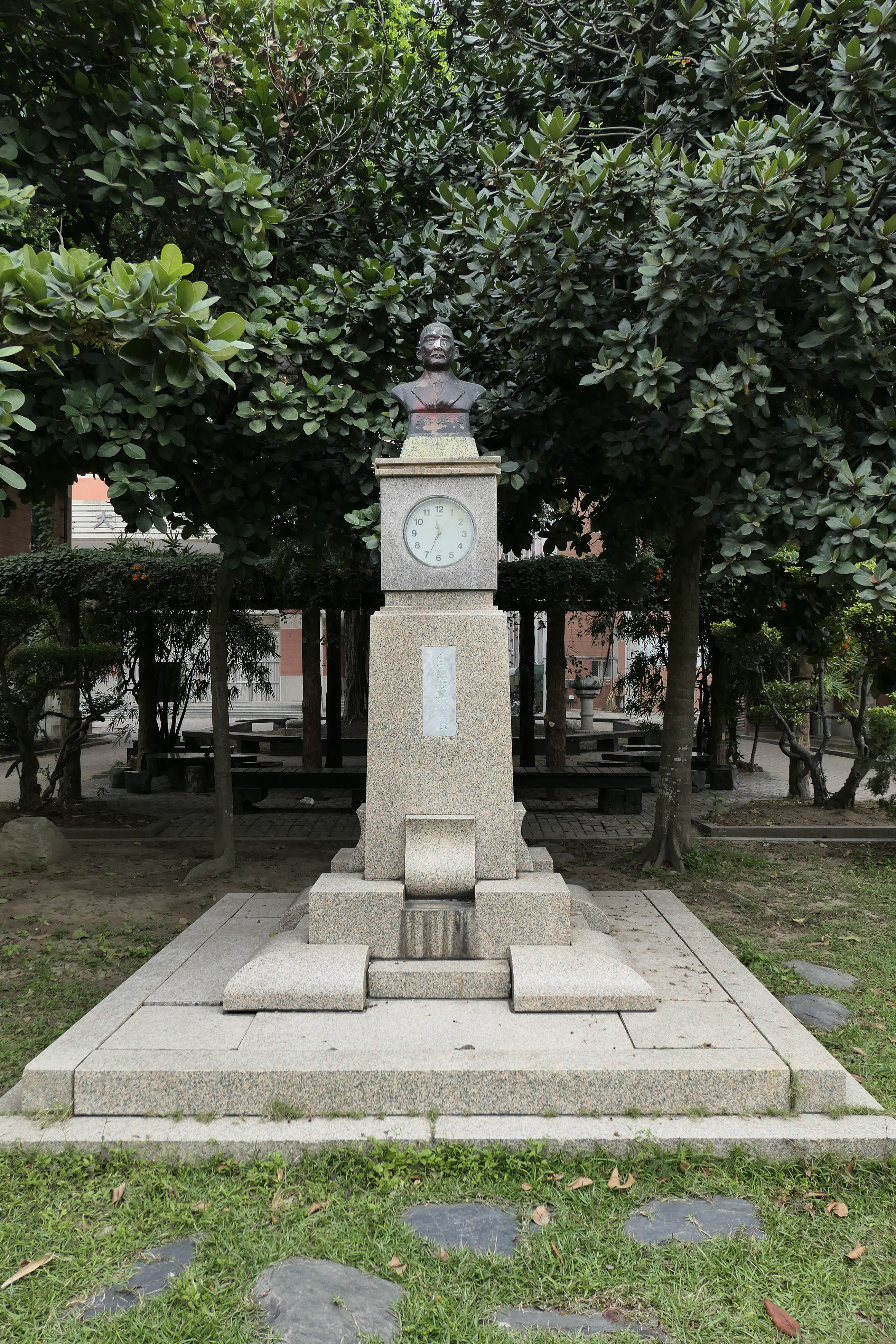
南一中孫文紀念銅像，其基座可能來自鶯料理。

天野家過去在鶯料理內立有創辦人天野久吉紀念碑及銅像，基座的花崗岩來自日本山口縣德山，而銅像則是大阪今村銅器鑄造所製作。天野久吉逝世一周年（1937年）後，由臺南神社宮司松本賴光舉行地鎮祭（相當於破土儀式）。昭和十六年（1941年）7月30日，天野久吉逝世五週年時舉行紀念碑與銅像的鎮座祭，並由退伍的天野彥一郎揭幕。
現銅像下落不明，但花崗岩基座很可能被移到臺南一中，變為孫文紀念銅像基座。該紀念碑上頭刻說，該銅像是1960年，由校友集資豎立，而基座則來自南一中公園路舊宿舍（即鶯料理）。天野久吉之孫天野朝夫對此表示欣見祖父在臺南所留之足跡，又認為該碑已是南一中地景之一，留於原地就好。